# Bradypterus lopezi
Bradypterus lopezi (лат.) — вид птиц из семейства сверчковые. Выделяют девять подвидов. Научное название птицы дано в честь Хосе Лопеса, португальского таксидермиста.

## Распространение
Обитают в Африке южнее Сахары.

## Описание
Длина тела птицы 13—14,5 см, масса 15—21 г (подвид mariae). Это тёмно-коричневые или коричневые камышовки с тонким клювом и узким, круто ступенчатым, обычно потрепанным на вид хвостом из десяти перьев. У представителей разных подвидов в облике имеются различия.

## Биология
Питаются в основном мелкими насекомыми. В кладке 2-3 яйца. Миграций не совершают.